# John Hoskyns
Sir John Leigh Austin Hungerford Hoskyns (* 23. August 1927 in Bristol; † 20. Oktober 2014 in Basildon) war ein britischer Geschäftsmann und Politikberater, der in dieser Funktion prägenden Einfluss auf die Wirtschaftspolitik Großbritanniens in der Amtszeit von Premierministerin Margaret Thatcher zu Beginn der 1980er Jahre hatte. Für seine Verdienste wurde er im Jahr 1982 zum Ritter geschlagen. 